# Праиндоевропљани
Праиндоевропљани су били хипотетска преисторијска етнолингвистичка скупина Евроазије која је говорила праиндоевропским језиком, претком индоевропских језика према језичкој реконструкцији.
Сазнања о њима углавном долазе из те језичке реконструкције, заједно са материјалним доказима из археологије и археогенетике. Праиндоевропљани су вјероватно живјели током касног неолита, односно отприлике у 4. миленијуму прије н. е. Данашња наука их смјешта у Понтско-каспијску степу у источној Европи (данашња Украјина и јужна Русија). Поједини археолози проширује вријеме постојања праиндоевропског језика на средњи неолит (5500 до 4500. година прије н. е.) или чак у рани неолит (7500 до 5500. година прије н. е.) и предлажу хипотезе о алтернативним локацијама.
Почетком 2. миленијума прије н. е. потомци Праиндоевропљана раширили су се широм Евроазије, укључујући Анадолију (Хетити), Егеј (преци микенске Грчке), сјевер Европе (Култура линеарне керамике), ободе средње Азије (Јамна култура) и јужни Сибир (Афанасјевска култура).

## Култура и религија
Користећи се језичком реконструкцијом од старих индоевропских језика као што су латински и санскрт, утврђене су хипотетске карактеристике праиндоевропског језика. Претпостављајући да ове језичке карактеристике одржавају културу и окружење Праиндоевропљана, сљедеће особине културе и животне средине су нашироко предложене:
- пасторализам, укључујући припитомљена говеда, коње и псе;[4]
- пољопривреда и узгајање житарица, укључујући технологију која се обично приписује касно-неолитским пољопривредним заједницама, нпр. плуг;[5]
- клима са снијежним зимама;[6]
- превоз водом или преко воде;[4]
- чврст точак,[4][7] који се користи за вагоне, али још не и кочије са точковима на пречагама;[8]
- поштовање божанства неба;[5] *Dyḗus Ph2tḗr (дословно „Отац Небо”; > ведски санскрт Dyáuṣ Pitṛ́, старогрчки Ζεύς (πατήρ)), вокатив *dyeu ph2ter (> латински Iūpiter, илирски Deipaturos);[9][10]
- усмена епска поезија или стихови пјесама који су користили фразе попут вјечна слава (*ḱléwos ń̥dʰgʷʰitom)[11] и точак сунца (*sh₂uens kʷekʷlos);[12]
- патрилинеарни систем сродства заснован на односима између мушкараца.[13]